# Anytime (Koda Kumi)
Anytime è il 39º singolo di Koda Kumi, pubblicato il 23 gennaio 2008, una settimana esatta prima del suo album Kingdom. La pubblicazione di anytime era originariamente programmata per il suo singolo estivo Freaky del 2007, ma per ragioni sconosciute è stato rimosso e rimpiazzato da Run For Your Life.

## Tracce

### CD
1. anytime - (Kumi Koda - Hideya Nakazaki)
2. Bounce - (Kumi Koda - Anthony Anderson, Steve Smith, Chin Injetib)
3. anytime (FreeTEMPO Remix)
4. anytime (Instrumental)
5. Bounce (Instrumental)

### DVD
1. anytime (Single ver.) PV
2. anytime Making of
3. Kingdom VJ Mix (PV Digest)